# Aiden English
Matthew Rehwoldt, meglio conosciuto con il ring name Aiden English (Chicago, 7 ottobre 1987), è un ex wrestler e commentatore statunitense sotto contratto con la Total Nonstop Action Wrestling. Rehwoldt è altresí noto per i suoi trascorsi nella WWE tra il 2013 e il 2020.
In WWE ha fatto parte del tag team noto come Vaudevillains insieme a Simon Gotch, con cui ha vinto una volta l'NXT Tag Team Championship.

## Carriera

### Circuito indipendente (2010–2012)
Matthew Rehwoldt debutta nel circuito del wrestling indipendente della zona di Chicago nel 2010, combattendo nella Chicago Style Wrestling come Matt Marquee, perdendo un 2 on 1 Handicap Match insieme a Matu contro Willie Richardson, campione della federazione. Ottiene anche una shot al CSW Heavyweight Championship in un Triple Treath Match contro Richardson e Diego Corleone, ma viene sconfitto. Dopo aver perso contro Doug Simmons il 18 novembre 2011, combatte il suo ultimo match nella federazione il 10 dicembre 2011, perdendo un Fatal 4-Way Tag Team Match insieme a Barry Ryte in favore di Chris Castle & Matt Knicks.

### WWE (2012–2020)

#### Florida Championship Wrestling (2012–2013)
Dopo aver effettuato un Tryout, Rehwoldt sigla un contratto di sviluppo con la WWE e viene mandato in Florida Championship Wrestling per allenarsi. Debutta il 1º marzo 2012, in un 8-man tag team match insieme a Colin Cassady, Garrett Dylan e Mike Dalton vincendo contro Nick Rogers, Benicio Salazar, Sakamoto e Sonny Elliot. Il giorno dopo, fa coppia con Corey Graves, perdendo però contro Mike Dalton e Kevin Hackman. Il 3 marzo, perde anche contro Rick Victor. Il 15 marzo, combatte insieme a Audrey Marie, perdendo contro Rick Victor e Paige. Il 24 marzo, fa coppia con Richie Steamboat e Seth Rollins, perdendo contro Damien Sandow, Antonio Cesaro e Dean Ambrose. Dopo aver perso sia contro Big E Langston e Bray Wyatt, batte Alexander Rusev il 19 aprile, vincendo il suo primo match singolo. In FCW, alterna vittorie e sconfitte fino al 2 agosto, quando perde contro Jake Carter e la FCW chiude e tutti i talenti vengono spostati ad NXT.

#### Debutto adNXT(2013–2014)
Aiden English fa il suo debutto ad NXT nel luglio 2012, venendo sconfitto velocemente da Leo Kruger. Nel suo secondo match, viene sconfitto con la stessa velocità da Bray Wyatt. Dopo aver perso un Handicap Match contro Ryback insieme a Frances Ramedorian, viene battuto anche da Big E Langston, portando i suoi insuccessi televisivi a quota 4. Il 19 dicembre, prova a battere Langston insieme a Camacho in un 2 on 1 Handicap Match, senza riuscirci.
Il 18 settembre si presenta ad NXT con una nuova gimmick da cantante battendo Michael Cuellari. Il nuovo personaggio interpretato da English è una sorta di cantante, artista di strada, che canta prima di ogni suo match. Inanella una serie di vittorie contro Camacho, Jason Jordan e vince la sua rivalità contro Colin Cassady.

#### Alleanza con Simon Gotch (2014–2016)
Nel giugno 2014, forma un tag team con Simon Gotch noto come The Vaudevillains, sconfiggendo nel match di debutto Travis Tyler e Angelo Dawkins. Partecipano al torneo per decretare i primi sfidanti agli NXT Tag Team Championship, ma perdono nella finale contro i Lucha Dragons (Kalisto e Sin Cara), che vinceranno torneo e successivamente titoli. Inizierà quindi una rivalità contro il tag team di luchador, che culminerà a NXT Takeover R! dove English e Gotch non riescono a vincere i titoli di coppia.

#### Rosterprincipale (2016–2017)
I Vaudevillains debuttano a SmackDown il 7 aprile 2016 sconfiggendo i Lucha Dragons (Kalisto e Sin Cara), loro vecchi rivali ad NXT. Nella puntata di SmackDown del 14 aprile prendono parte ad un torneo per decretare i contendenti n°1 al WWE Tag Team Championship detenuto dal New Day (Big E, Kofi Kingston e Xavier Woods) dove affrontano e sconfiggono ai quarti di finale i GoldDango (Goldust e Fandango). Nella semifinale, invece, svoltasi il 18 aprile a Raw, Gotch e English sconfiggono gli Usos (Jimmy Uso e Jey Uso), qualificandosi per la finale dove hanno affrontato Enzo Amore e Colin Cassady (loro vecchi rivali ad NXT) a Payback il 1º maggio, ma il match è terminato in un no contest a causa dell'infortunio di Amore, il che ha portato i Vaudevillains a vincere a tavolino l'incontro, diventando contendenti n°1 ai titoli di coppia. A seguito di questa situazione, i Vaudevillains hanno iniziato una faida con il New Day; nella puntata di Raw del 9 maggio hanno attaccato Big E, Kofi Kingston e Xavier Woods durante il loro match contro i Dudley Boyz (Bubba Ray Dudley e D-Von Dudley), permettendo a questi ultimi di trionfare. Nella puntata di SmackDown del 12 maggio Aiden English ha sconfitto Kofi Kingston. In risposta il New Day ha preso in giro i Vaudevillains nella puntata di Raw del 16 maggio, i quali hanno attaccato il trio. Nella puntata di SmackDown del 19 maggio i Vaudevillains, affiancati dai Dudley Boyz, vengono sconfitti dal New Day e Big Cass. I Vaudevillains hanno affrontato Big E e Xavier Woods del New Day il 22 maggio a Extreme Rules per il WWE Tag Team Championship ma sono stati sconfitti. Il 19 giugno a Money in the Bank i Vaudevillains non sono riusciti a conquistare il WWE Tag Team Championship in un Fatal 4-Way Tag Team match che includeva anche Luke Gallows e Karl Anderson, Enzo Amore e Big Cass e i campioni del New Day, poiché questi ultimi hanno vinto l'incontro, mantenendo i titoli. Nella puntata di SmackDown del 23 giugno i Vaudevillains sono stati sconfitti da Kingston e Big E del New Day. Nella puntata di Raw del 4 luglio i Vaudevillains sono stati sconfitti dai Golden Truth (Goldust e R-Truth). Nella puntata di Raw dell'11 luglio i Vaudevillains hanno partecipato ad una Battle Royal per determinare il contendente n°1 all'Intercontinental Championship, detenuto da The Miz, ma sono stati entrambi eliminati.
Con la Draft Lottery avvenuta nella puntata di SmackDown del 19 luglio, English è stato trasferito a SmackDown insieme al suo compagno Simon Gotch. Nella puntata di SmackDown del 26 luglio English e Gotch hanno partecipato ad una Battle Royal per determinare uno dei sei sfidanti del Six-Pack Challenge match per determinare il contendente n°1 al WWE World Championship di Dean Ambrose ma sono stati eliminati. Nella puntata di Main Event del 29 luglio i Vaudevillains sono stati sconfitti dagli Hype Bros (Mojo Rawley e Zack Ryder). Nella puntata di SmackDown del 2 agosto i Vaudevillains sono stati sconfitti dai debuttanti American Alpha (Chad Gable e Jason Jordan). Nella puntata di SmackDown del 16 agosto i Vaudevillains, i Breezango (Fandango e Tyler Breeze) e gli Ascension sono stati sconfitti dagli American Alpha, gli Usos e gli Hype Bros in un 12-Man Tag Team match. La scena si è ripetuta nel Kick-off di SummerSlam quando i Vaudevillains, gli Ascension e i Breezango sono stati sconfitti dagli Hype Bros, gli Usos e gli American Alpha in un altro 12-Man Tag Team match. Il 25 agosto a Main Event sono stati sconfitti dagli Hype Bros. Nella puntata di SmackDown del 23 agosto è stato annunciato lo SmackDown Tag Team Championship e, per questo motivo, è stato indetto un torneo per decretare i due team che si affronteranno l'11 settembre a Backlash. Nella successiva puntata di SmackDown del 27 agosto i Vaudevillains hanno affrontato gli Hype Bros nei quarti di finale ma sono stati sconfitti ed eliminati. Nella puntata di Main Event dell'8 settembre English è stato sconfitto da Dolph Ziggler. Sempre a Main Event, il 15 settembre, English è stato sconfitto da Jason Jordan degli American Alpha. Nella puntata di SmackDown del 4 ottobre i Vaudevillains sono ritornati venendo sconfitti dagli Hype Bros. Il 9 ottobre nel Kick-off di No Mercy i Vaudevillains e gli Ascension sono stati sconfitti dagli Hype Bros e gli American Alpha. Nella puntata di Main Event del 13 ottobre i Vaudevillains sono stati nuovamente sconfitti dagli Hype Bros. Nella puntata di Main Event del 20 ottobre i Vaudevillains sono stati sconfitti dagli American Alpha. Nella puntata di SmackDown dell'8 novembre i Vaudevillains sono stati sconfitti dai Breezango, perdendo dunque la possibilità di entrare nel Team SmackDown per Survivor Series. Nella puntata di Main Event del 17 novembre i Vaudevillains sono stati nuovamente sconfitti dai Breezango. Nella puntata di SmackDown del 22 novembre i Vaudevillains hanno partecipato ad un Tag Team Turmoil match per decretare i contendenti n°1 allo SmackDown Tag Team Championship di Heath Slater e Rhyno ma sono stati eliminati dagli American Alpha. Il 4 dicembre, nel Kick-off di TLC: Tables, Ladders & Chairs, i Vaudevillains, gli Ascension e Curt Hawkins sono stati sconfitti dagli American Alpha, gli Hype Bros e Apollo Crews. Nella puntata di SmackDown del 13 dicembre i Vaudevillains hanno partecipato ad una Battle royal che comprendeva anche gli American Alpha, gli Ascension, i Breezango, Heath Slater e Rhyno e gli Hype Bros ma sono stati eliminati, mentre gli Hype Bros si sono aggiudicati la contesa, diventando i contendenti n°1 allo SmackDown Tag Team Championship. Nella puntata di SmackDown del 24 gennaio 2017 i Vaudevillains hanno partecipato ad una Battle Royal per guadagnare un posto nel Royal Rumble match del 2017 ma sono stati eliminati da Heath Slater e Rhyno contemporaneamente. Nella puntata di SmackDown del 7 febbraio gli Ascension, gli Usos e i Vaudevillains hanno sconfitto gli American Alpha, i Breezango e Heath Slater e Rhyno. Il 12 febbraio, ad Elimination Chamber, i Vaudevillains hanno partecipato ad un Tag Team Turmoil match per lo SmackDown Tag Team Championship ma sono stati eliminati da Heath Slater e Rhyno. Il 2 aprile, nel Kick-off di WrestleMania 33, English ha partecipato all'annuale André the Giant Memorial Battle Royal ma è stato eliminato dagli American Alpha.
Il 5 aprile 2017 Simon Gotch è stato rilasciato dalla WWE, causando lo scioglimento dei Vaudevillains. A seguito di ciò, English ha iniziato a combattere in singolo, adottando la gimmick di un cantante, e nella puntata di SmackDown dell'11 aprile è stato sconfitto da Tye Dillinger. Nella puntata di SmackDown del 2 maggio English è stato sconfitto per la seconda volta da Tye Dillinger. Il 21 maggio, nel Kick-off di Backlash, English è stato sconfitto per la terza volta da Tye Dillinger. English è tornato nella puntata di SmackDown del 4 luglio dove ha sconfitto Randy Orton per squalifica a causa della brutalità di quest'ultimo. Il 23 luglio, nel Kick-off di Battleground, English ha sconfitto Tye Dillinger. Nella puntata di SmackDown del 25 luglio English e Mike Kanellis sono stati sconfitti da Sami Zayn e Tye Dillinger. Nella puntata di SmackDown del 1º agosto English ha sconfitto Sami Zayn. Nella puntata di SmackDown del 22 agosto English è stato sconfitto dal debuttante Bobby Roode. Nella puntata di SmackDown del 29 agosto English ha sconfitto Sami Zayn su decisione dell'improvvisato arbitro Kevin Owens il quale, sostituitosi all'arbitro originale, ha attaccato Zayn con la sua Pop-up Powerbomb, dichiarando in seguito English come vincitore dopo lo schienamento. Nella puntata di SmackDown del 5 settembre English ha sconfitto Sami Zayn.

#### Alleanza con Rusev (2017–2018)
Nella puntata di SmackDown del 19 settembre Aiden English ha distratto Randy Orton, costandogli la sconfitta nel suo match contro Rusev; quella stessa sera, però, English è stato sconfitto dallo stesso Orton. Nella puntata di SmackDown del 3 ottobre English è stato nuovamente sconfitto da Randy Orton. Nella puntata di SmackDown del 10 ottobre English e Rusev sono stati sconfitti da Randy Orton e Shinsuke Nakamura. Nella puntata di SmackDown del 5 dicembre English e Rusev hanno sconfitto Big E e Kofi Kingston del New Day. Nella puntata di SmackDown del 12 dicembre English e Rusev hanno sconfitto gli SmackDown Tag Team Champions, gli Usos (Jimmy Uso e Jey Uso) in un match non titolato. Il 17 dicembre, a Clash of Champions, English e Rusev hanno partecipato ad un Fatal 4-Way Tag Team match per lo SmackDown Tag Team Championship che includeva anche Big E e Kofi Kingston del New Day, Chad Gable e Shelton Benjamin e i campioni, gli Usos, ma il match è stato vinto da questi ultimi. Nella puntata di SmackDown del 19 dicembre English e Rusev sono stati sconfitti da Kofi Kingston e Xavier Woods del New Day. Nella puntata di SmackDown del 26 dicembre English e Rusev hanno preso parte ad un Triple Threat Tag Team match per determinare i contendenti n°1 allo SmackDown Tag Team Championship degli Usos che comprendeva anche Big E e Xavier Woods del New Day e Chad Gable e Shelton Benjamin ma il match è stato vinto da questi ultimi. Nella puntata di SmackDown del 2 gennaio 2018 English è stato sconfitto da Xavier Woods nei quarti di finale di un torneo per la riassegnazione dello United States Championship (reso vacante da Dolph Ziggler). Nella puntata di SmackDown del 9 gennaio English e Rusev sono stati sconfitti dai Breezango (Tyler Breeze e Fandango). Nella puntata di SmackDown del 23 gennaio English, Jinder Mahal e Rusev sono stati sconfitti dallo United States Champion Bobby Roode e Kofi Kingston e Xavier Woods del New Day. Il 28 gennaio, alla Royal Rumble, English ha partecipato all'omonimo match entrando col numero 22 ma è stato eliminato da Finn Bálor. Nella puntata di SmackDown del 27 febbraio English è stato sconfitto da Shinsuke Nakamura. L'8 aprile, nel Kick-off di WrestleMania 34, English ha partecipato all'annuale André the Giant Memorial Battle Royal ma è stato eliminato da Zack Ryder. Nella puntata di SmackDown del 17 aprile English e Rusev sono stati sconfitti dal WWE Champion AJ Styles e Daniel Bryan per squalifica a causa dell'intervento di Big Cass e Shinsuke Nakamura. Nella puntata di SmackDown del 24 aprile English, Rusev e Shinsuke Nakamura hanno sconfitto AJ Styles, Karl Anderson e Luke Gallows. Nella puntata di SmackDown del 5 giugno English e Lana sono stati sconfitti da Jimmy Uso e Naomi in un Mixed Tag Team match. Nella puntata di SmackDown del 3 luglio English è stato sconfitto dal WWE Champion AJ Styles in un match non titolato. Nella puntata di SmackDown del 14 agosto English è stato sconfitto da Andrade "Cien" Almas. Nella puntata di SmackDown del 4 settembre, English e Rusev hanno sconfitto gli Usos e Eric Young e Killian Dain dei Sanity, in un Triple Threat Tag team match, guadagnando la finale di un torneo per decretare i contendenti n°1 allo SmackDown Tag Team Championship del New Day. Nella puntata di SmackDown dell'11 settembre, English e Rusev hanno sconfitto i The Bar (Cesaro e Sheamus), diventando i contendenti n°1 allo SmackDown Tag Team Championship del New Day. Il 16 settembre, nel Kick-off di Hell in a Cell, English e Rusev sono stati sconfitti da Big E e Kofi Kingston New Day nel match per lo SmackDown Tag Team Championship.

#### Faida con Rusev (2018–2019)
Nella puntata di SmackDown del 18 settembre English ha distratto Rusev durante il suo match contro Shinsuke Nakamura per lo United States Championship, causandone la sconfitta; nel post match, English ha brutalmente attaccato Rusev segnando la fine della loro collaborazione. Nella puntata di SmackDown 1000 del 16 ottobre English costa a Rusev il match di qualificazione al torneo World Cup contro The Miz. Nella puntata di SmackDown del 23 ottobre English è stato sconfitto in pochissimo tempo dallo stesso Rusev.

#### Commentatore (2019–2020)
Dal 22 gennaio 2019 Aiden English è diventato uno dei commentatori di 205 Live.
Il 15 aprile 2020 è stato licenziato dalla WWE.

## Vita privata
Dal gennaio del 2016 è sposato con la collega Shaul Guerrero, figlia di Eddie e Vickie Guerrero.

## Nel wrestling

### Mosse finali
- Director's Cut (Cobra clutch elevata in una Sitout side slam)
- That's a Wrap (Senton bomb)
- Whirling Dervish (Swinging neckbreaker)

### Soprannomi
- "The Artist"
- "The Drama King"
- "The Man of Sophistication"
- "The Shakespeare of Song"
- "The Picasso of Pain"
- "The Rembrandt of Ridge"

## Titoli e riconoscimenti
- Pro Wrestling Illustrated
  - 170º tra i 500 migliori wrestler singoli nella PWI 500 (2016)

- WWE
  - NXT Tag Team Championship (1) – con Simon Gotch